# Auzat
Pour l’article homonyme, voir Auzat-la-Combelle.
Auzat (prononcer [ozat] ; en occitan : Ausat) est une commune française de montagne située dans le département de l'Ariège en région Occitanie.
Localisée dans le sud du département, la commune  fait partie, sur le plan historique et culturel, du pays de Vicdessos, formé par la vallée du Vicdessos et de ses affluents. Exposée à un climat de montagne, elle est drainée par le  Vicdessos, le  ruisseau d'Artiès, le ruisseau de Bassiès, le ruisseau de Goulier, le ruisseau de l'Artigue, le ruisseau de Saleix, Nom inconnu et par divers autres petits cours d'eau. Incluse dans le parc naturel régional des Pyrénées ariégeoises, la commune possède un patrimoine naturel remarquable : un site Natura 2000 (le « mont Ceint, mont Béas, tourbière de Bernadouze »), deux espaces protégés (la réserve du « Montcalm » étant divisée en deux parties) et neuf ZNIEFF (zones naturelles d'intérêt écologique, faunistique et floristique).
Auzat est une commune rurale qui compte 562 habitants en 2022, après avoir connu un pic de population de 1 875 habitants en 1831. Ses habitants sont appelés les Auzatois ou Auzatoises.
Avec 163 km2, c'est la plus grande commune du département, la seconde commune la plus vaste de la région Occitanie, peu après Narbonne (173 km2) et la 49e en France par la superficie. Elle est traversée par le Saleix, qui serpente au cœur du village.

## Géographie

### Localisation

#### Dans son environnement
La commune d'Auzat se trouve dans le département de l'Ariège, en région Occitanie et est frontalière avec l'Espagne et  l'Andorre.
Sur le plan historique et culturel, Auzat fait partie du pays de Vicdessos, formé par la vallée du Vicdessos et de ses affluents.
Elle se situe à 24 km à vol d'oiseau de Foix, préfecture du département, et à 14 km de Tarascon-sur-Ariège, bureau centralisateur du canton du Sabarthès dont dépend la commune depuis 2015 pour les élections départementales.
La commune fait en outre partie du bassin de vie de Tarascon-sur-Ariège.
Les communes les plus proches sont : 
Val-de-Sos (1,5 km), Suc-et-Sentenac (1,8 km), Goulier (2,3 km), Orus (2,8 km), Sem (3,1 km), Lercoul (5,3 km), Illier-et-Laramade (5,3 km), Siguer (6,9 km).
| Le Port (sur 100 m)                  |                       | Val-de-Sos        |
| Aulus-les-Bains                      | Auzat                 | Lercoul           |
| Lladorre ( Espagne) Alins ( Espagne) | La Massana ( Andorre) | Ordino ( Andorre) |

Auzat est une commune située dans les Pyrénées, dans la vallée de Vicdessos. Particularité rare, Elle est frontalière avec deux pays : l'Andorre et l'Espagne sans autre liaison que pédestre principalement par le port de Rat vers l'Andorre et le port de Bouet vers la Catalogne, sauf à relancer la liaison routière touristique vers la station d'Ordino-Arcalis par le port de Rat, en grande partie réalisée côté andorran mais plus délicate à terminer côté français.
Auzat fait partie du parc naturel régional des Pyrénées ariégeoises, lequel est ici contigu avec le parc naturel des vallées du Coma Pedrosa (paroisse de La Massana, Andorre) et avec le parc naturel de l'Alt Pirineu (commune d'Alins, comarque de Pallars-Sobirà). Son point culminant est la Pique d'Estats (3 143 m) située dans le massif du Montcalm. qui est également le plus haut sommet de l'Ariège.

#### Plans de la commune

Cartes
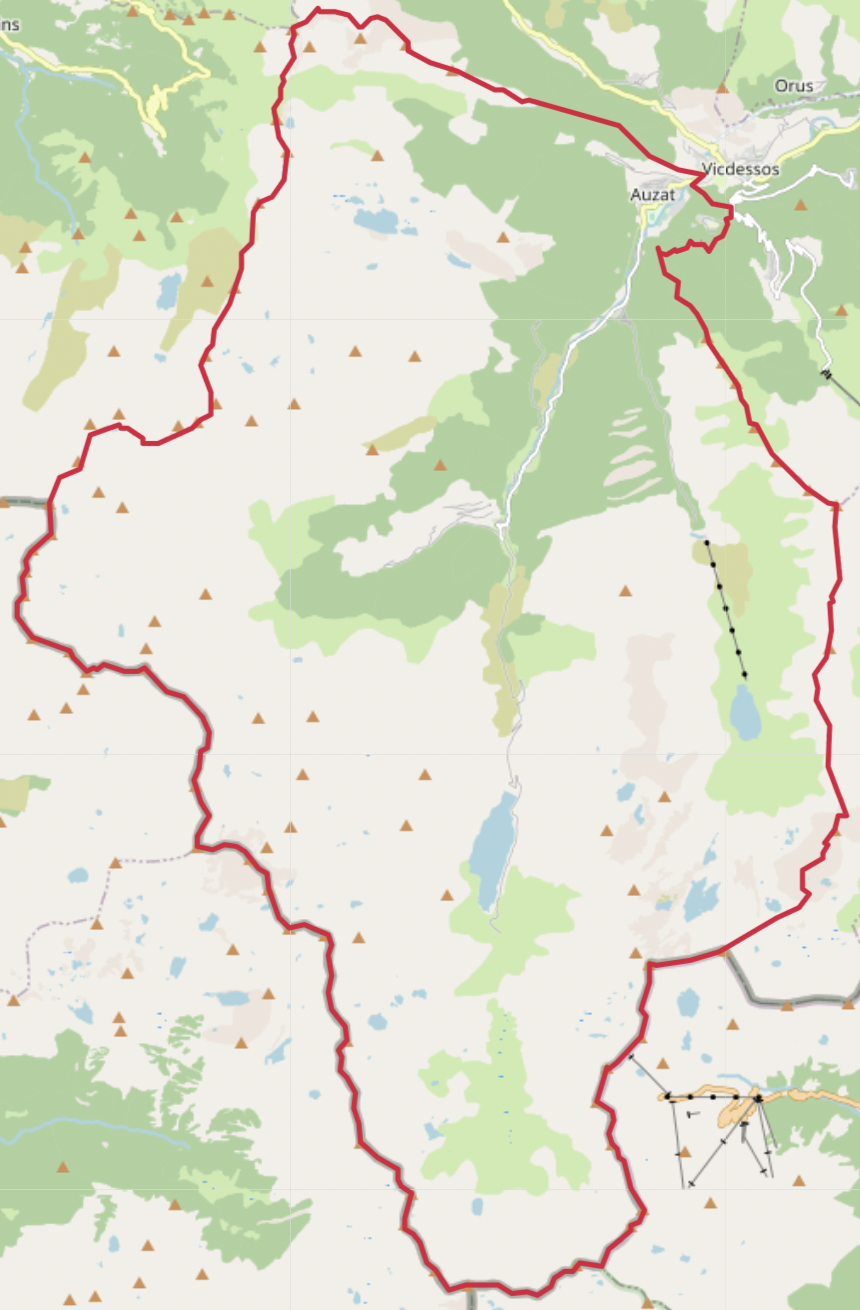
Carte OpenStreetMap
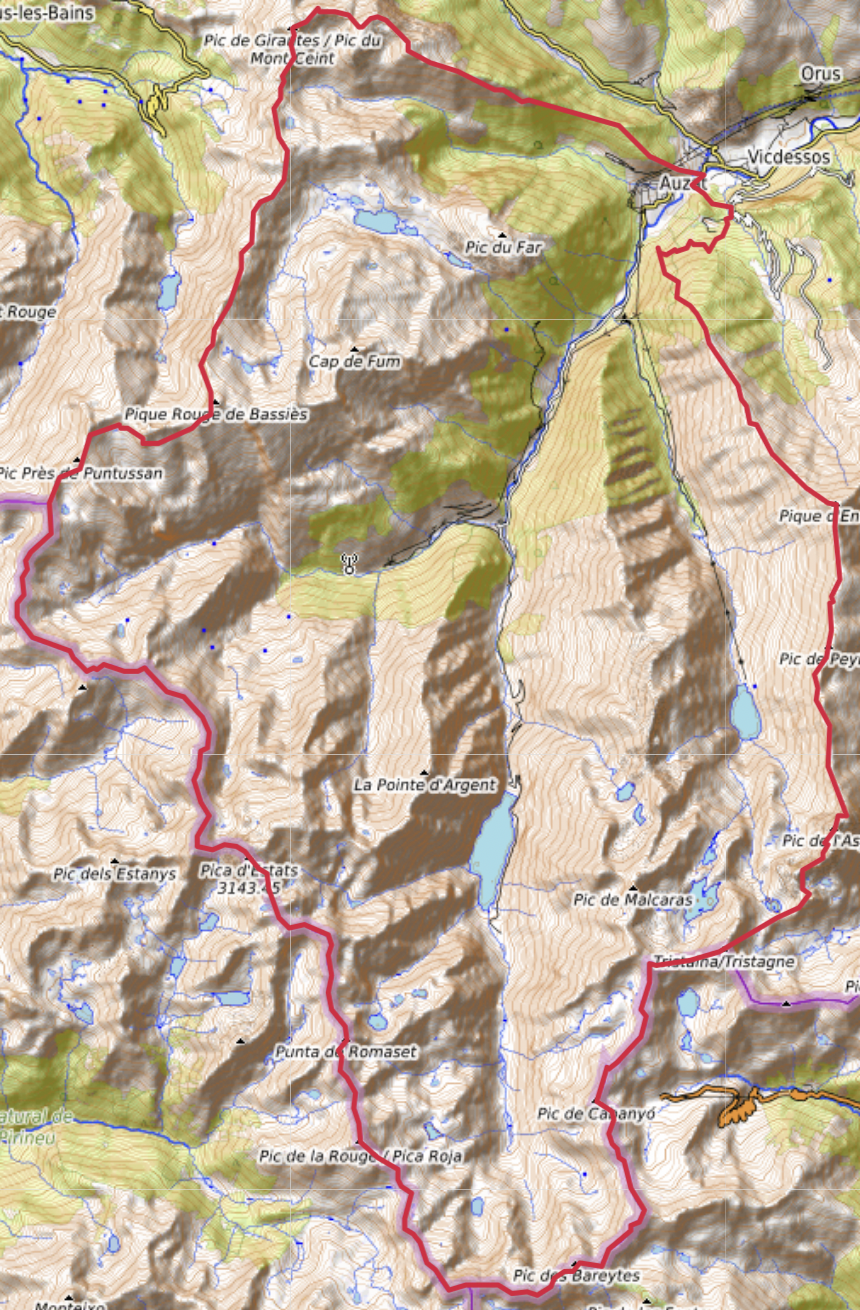
Carte topographique

### Géologie et relief
La commune est située dans les Pyrénées, chaîne montagneuse jeune érigée durant l'ère tertiaire (il y a 40 millions d'années environ), en même temps que les Alpes. La commune est traversée par la Faille nord-pyrénéenne, qui sépare la Zone axiale pyrénéenne (ZA) ou haute chaîne primaire de la Zone nord-pyrénéenne (ZNP), au nord. Les terrains affleurants sur le territoire communal sont constitués de roches sédimentaires datant pour certaines du Paléozoïque, une ère géologique qui s'étend de −541 à −252,2 Ma (millions d'années), et pour d'autres du Protérozoïque, le dernier éon du Précambrien sur l’échelle des temps géologiques. La structure détaillée des couches affleurantes est décrite dans les feuilles « n°1086 - Aulus-les-Bains » et « n°1087 - Vicdessos » de la carte géologique harmonisée au 1/50 000e du département de l'Ariège, et leurs notices associées,.
La superficie cadastrale de la commune publiée par l’Insee, qui sert de références dans toutes les statistiques, est de 162,74 km2,. La superficie géographique, issue de la BD Topo, composante du Référentiel à grande échelle produit par l'IGN, est quant à elle de 163,08 km2. Son relief est particulièrement découpé puisque la dénivelée maximale atteint 2423 mètres due à la présence des sommets du massif du Montcalm. L'altitude du territoire varie entre 720 m et 3 143 m à la pique d'Estats.

### Hydrographie

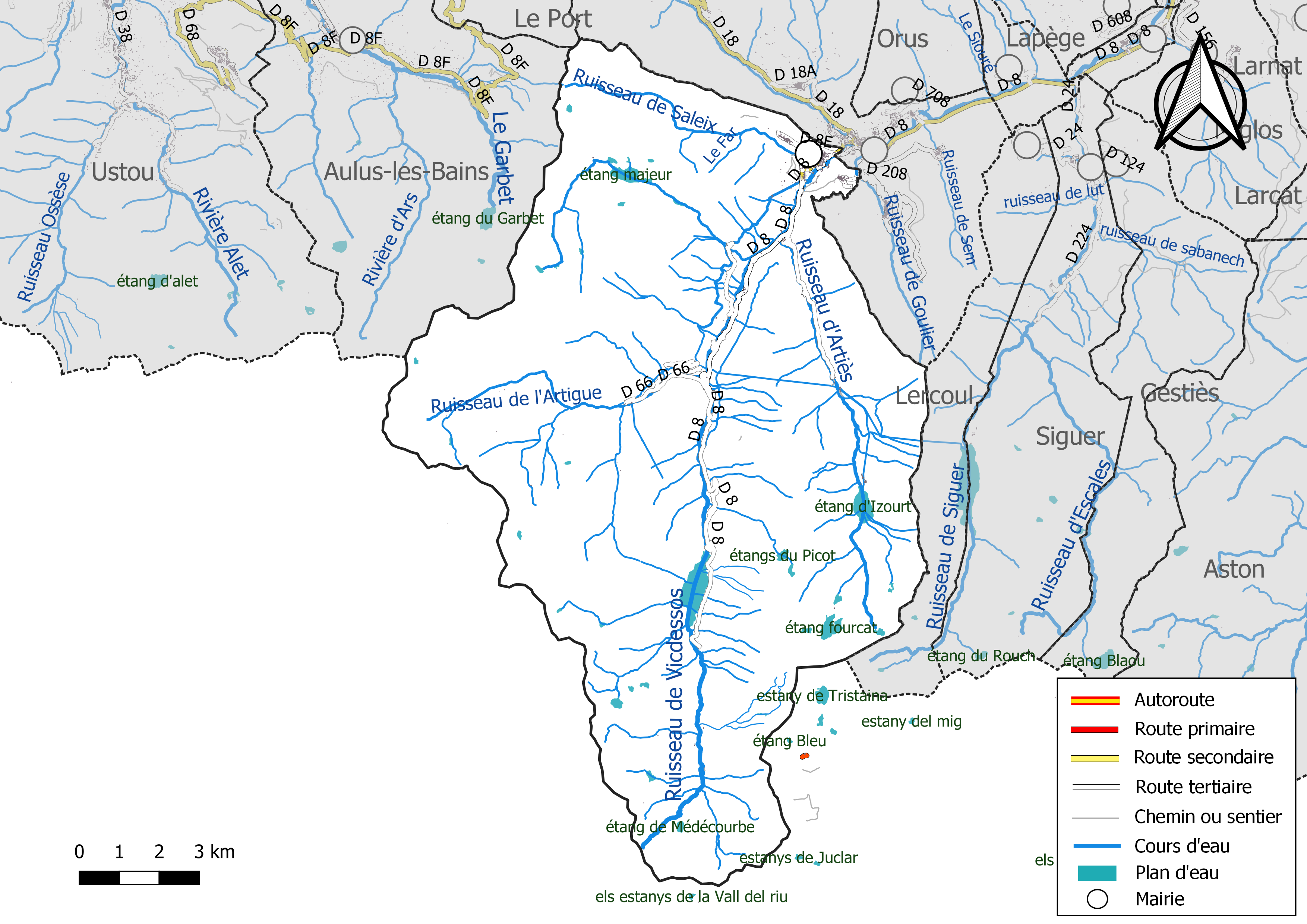
Réseaux hydrographique et routier d'Auzat.

La commune est dans le bassin versant de la Garonne, au sein du bassin hydrographique Adour-Garonne. Elle est drainée par le Vicdessos, le ruisseau d'Artiès, le ruisseau de Bassiès, le ruisseau de Goulier, le ruisseau de l'Artigue, le ruisseau de Saleix, un bras du ruisseau de Soulcem, le Far, le ruisseau d'Argansou, le ruisseau de la Coume de Subra, le ruisseau de la Gardelle, le ruisseau de la Plane, le ruisseau de Laquels et par divers petits cours d'eau, constituant un réseau hydrographique de 204 km de longueur totale,.
Le Vicdessos, d'une longueur totale de 36,8 km, prend sa source sur le territoire communal et s'écoule du sud vers le nord. Il traverse la commune et se jette dans l'Ariège à Tarascon-sur-Ariège, après avoir traversé 8 communes.
Le ruisseau d'Artiès, d'une longueur totale de 11 km, est entièrement situé sur la commune. Il prend sa source au droit de l'étang de la Goueille, à l'extrémité sud de la commune, et se jette dans le ruisseau de Vicdessos près du hameau de Bénasque, en amont du bourg d'Auzat.

### Climat
Pour des articles plus généraux, voir Climat de l'Occitanie et Climat de l'Ariège.
En 2010, le climat de la commune est de type climat des marges montargnardes, selon une étude s'appuyant sur une série de données couvrant la période 1971-2000. En 2020, Météo-France publie une typologie des climats de la France métropolitaine dans laquelle la commune est exposée à un climat de montagne et est dans la région climatique Pyrénées centrales, caractérisée par une pluviométrie annuelle de 1 000 à 1 200 mm.
Pour la période 1971-2000, la température annuelle moyenne est de 10,4 °C, avec une amplitude thermique annuelle de 14,5 °C. Le cumul annuel moyen de précipitations est de 992 mm, avec 9,9 jours de précipitations en janvier et 6,9 jours en juillet. Pour la période 1991-2020, la température moyenne annuelle observée sur la station météorologique la plus proche, située sur la commune de Val-de-Sos à 2 km à vol d'oiseau, est de 11,1 °C et le cumul annuel moyen de précipitations est de 1 175,9 mm,. Pour l'avenir, les paramètres climatiques de la commune estimés pour 2050 selon différents scénarios d'émission de gaz à effet de serre sont consultables sur un site dédié publié par Météo-France en novembre 2022.

### Milieux naturels et biodiversité

#### Espaces protégés
La protection réglementaire est le mode d’intervention le plus fort pour préserver des espaces naturels remarquables et leur biodiversité associée,.
La commune fait partie du parc naturel régional des Pyrénées ariégeoises, créé en 2009 et d'une superficie de 245 973 ha, qui s'étend sur 138 communes du département. Ce territoire unit les plus hauts sommets aux frontières de l’Andorre et de l’Espagne (la Pique d’Estats, le Mont Valier, le Mont Rouch, le pic de Maubermé etc) et les plus hautes vallées des avants-monts, jusqu’aux plissements du Plantaurel.
Deux autres espaces protégés sont présents sur la commune : 
- la réserve du « Montcalm », une réserve biologique dirigée, d'une superficie de 177,3 ha[31] ;
- la réserve du « Montcalm », une réserve biologique intégrale, d'une superficie de 385,3 ha[32].

#### Réseau Natura 2000

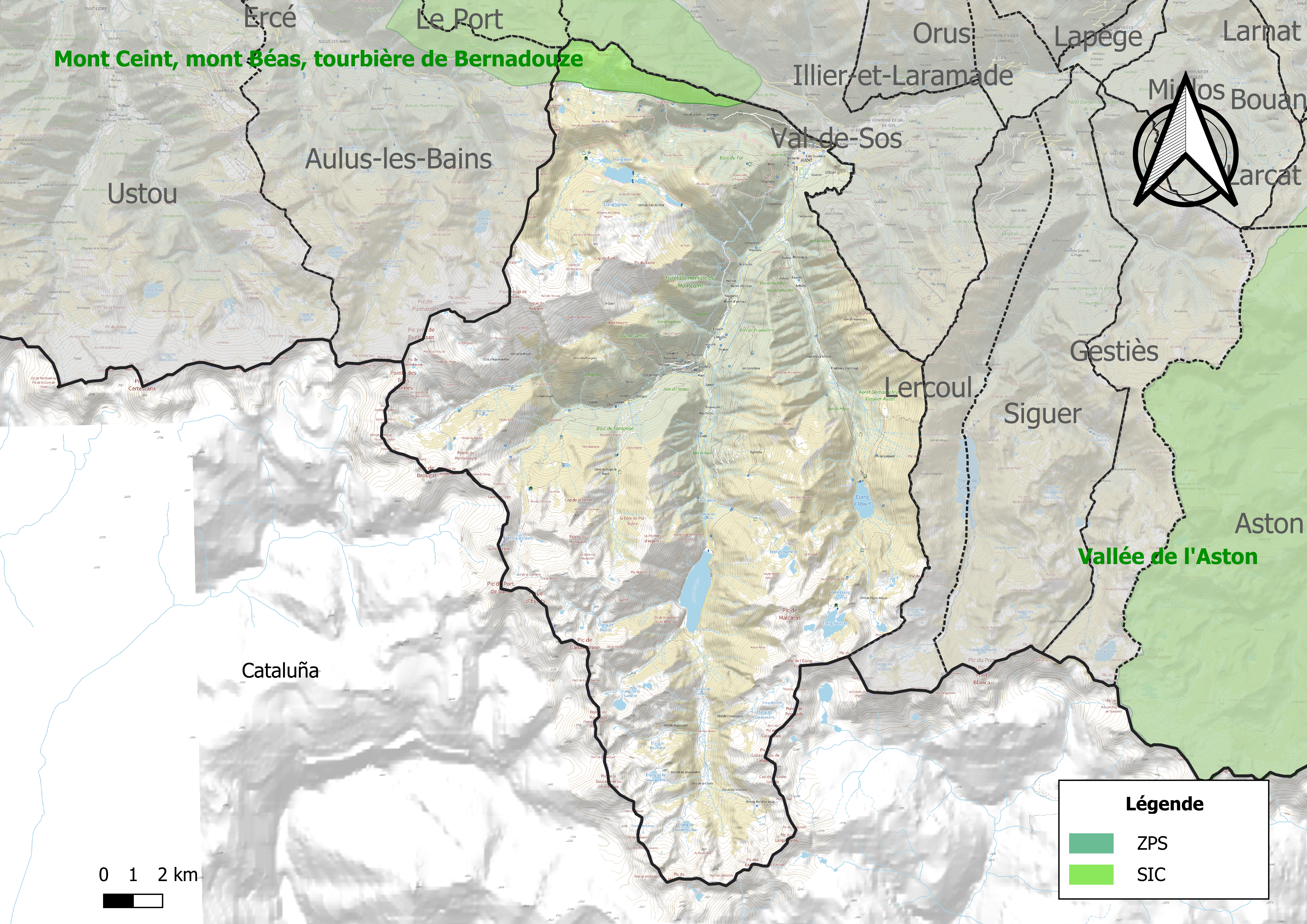
Site Natura 2000 sur le territoire communal.

Le réseau Natura 2000 est un réseau écologique européen de sites naturels d'intérêt écologique élaboré à partir des directives habitats et oiseaux, constitué de zones spéciales de conservation (ZSC) et de zones de protection spéciale (ZPS).
Un site Natura 2000 a été défini sur la commune au titre de la directive habitats : le « mont Ceint, mont Béas, tourbière de Bernadouze », d'une superficie de 2 218 ha, un territoire particulièrement riche en espèces endémiques des Pyrénées. Celles-ci sont pour la plupart inféodées à des milieux spécialisés. Une grande partie de la zone  à vocation forestière originelle indéniable livrée historiquement au pâturage intensif et extensif, mais ce dernier est en nette régression de nos jours.

#### Zones naturelles d'intérêt écologique, faunistique et floristique
L’inventaire des zones naturelles d'intérêt écologique, faunistique et floristique (ZNIEFF) a pour objectif de réaliser une couverture des zones les plus intéressantes sur le plan écologique, essentiellement dans la perspective d’améliorer la connaissance du patrimoine naturel national et de fournir aux différents décideurs un outil d’aide à la prise en compte de l’environnement dans l’aménagement du territoire.
Six ZNIEFF de type 1 sont recensées sur la commune :
- le « massif du Montcalm et Haut-Vicdessos » (10 052 ha), couvrant 2 communes du département[37] ;
- le « massif du Pic de Certescans » (16 070 ha), couvrant 4 communes du département[38] ;
- les « massifs calcaires et tourbières du mont Ceint et du mont Béas » (2 937 ha), couvrant 6 communes du département[39] ;
- les « mont Garias, étangs et Pique Rouge de Bassiès, bois du Far » (2 585 ha), couvrant 2 communes du département[40] ;
- la « moyenne vallée de Vicdessos, pic de Tristagne » (15 071 ha), couvrant 13 communes du département[41] ;
- le « ruisseau de Vicdessos en aval d'Auzat » (152 ha), couvrant 8 communes du département[42] ;

et trois ZNIEFF de type 2, : 
- les « montagnes d'Ercé, d'Oust et de Massat » (30 350 ha), couvrant 13 communes du département[43] ;
- « Montcalm et Vicdessos » (25 129 ha), couvrant 14 communes du département[44] ;
- la « moyenne montagne du Vicdessos et massif des Trois-Seigneurs » (21 558 ha), couvrant 17 communes du département[45].

Carte des ZNIEFF de type 1 et 2 à Auzat.
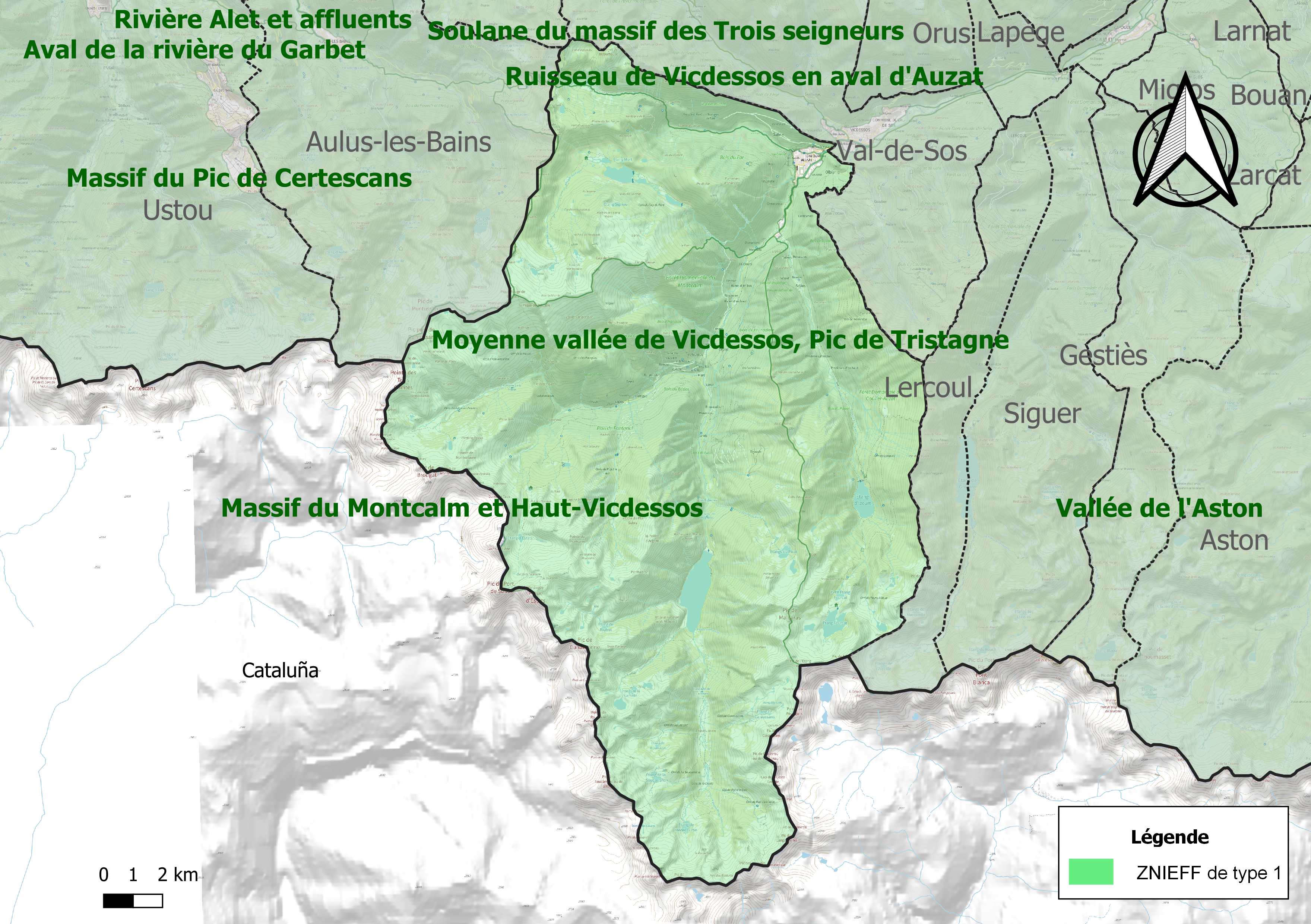
Carte des ZNIEFF de type 1 sur la commune.
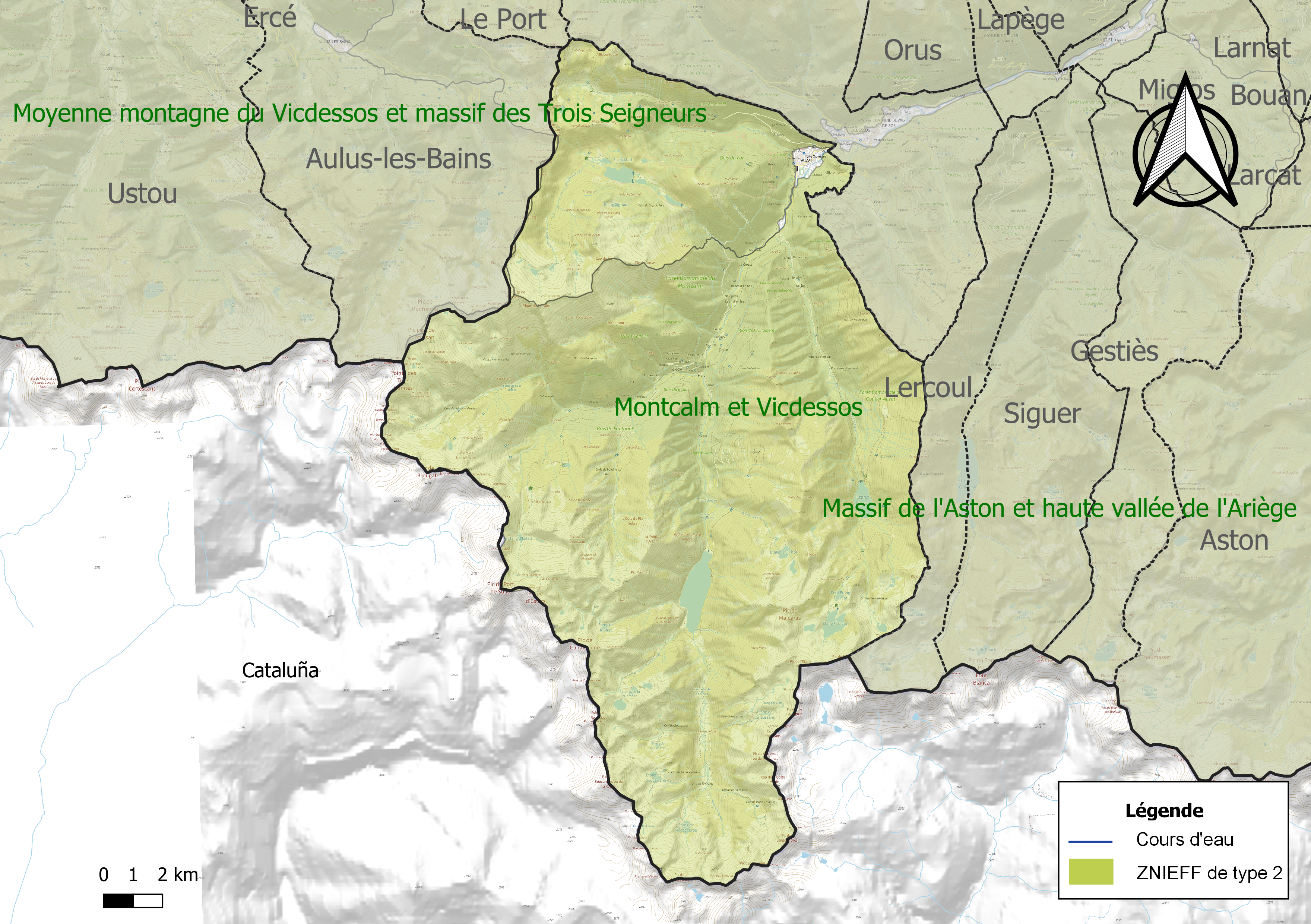
Carte des ZNIEFF de type 2 sur la commune.

#### Qualité des sols
La commune bénéficie d'un environnement riche mais son industrialisation, qui a incontestablement contribué à l'essor de la vallée et à la production d'un aluminium de haute qualité technologique, a cependant laissé des séquelles environnementales.
L'aluminerie Pechiney, fermée en 2003 puis complètement démantelée, était un site classé Seveso 2 seuil haut. L'usine possédait une décharge interne d'1,8 ha, implantée à plusieurs kilomètres du site (lieu-dit Massada, en bordure du Vicdessos). Cette décharge, ainsi que la nappe phréatique et les sols qui ont supporté les activités métallurgiques de l'usine, sont pollués par des fluorures, des cyanures, des hydrocarbures, de l'arsenic, de l'aluminium et du baryum.
Néanmoins, on note la présence d'espèces rares et protégées, telles que le gypaète barbu ou le desman des Pyrénées, nichant dans ses vallées et ses falaises.

## Urbanisme

### Typologie
Au 1er janvier 2024, Auzat est catégorisée commune rurale à habitat dispersé, selon la nouvelle grille communale de densité à 7 niveaux définie par l'Insee en 2022.
Elle est située hors unité urbaine et hors attraction des villes,.

### Occupation des sols
L'occupation des sols de la commune, telle qu'elle ressort de la base de données européenne d’occupation biophysique des sols Corine Land Cover (CLC), est marquée par l'importance des forêts et milieux semi-naturels (97 % en 2018), une proportion sensiblement équivalente à celle de 1990 (96,8 %). La répartition détaillée en 2018 est la suivante : 
espaces ouverts, sans ou avec peu de végétation (63,8 %), milieux à végétation arbustive et/ou herbacée (16,8 %), forêts (16,4 %), eaux continentales (1,2 %), prairies (0,8 %), zones agricoles hétérogènes (0,8 %), zones urbanisées (0,3 %). L'évolution de l’occupation des sols de la commune et de ses infrastructures peut être observée sur les différentes représentations cartographiques du territoire : la carte de Cassini (XVIIIe siècle), la carte d'état-major (1820-1866) et les cartes ou photos aériennes de l'IGN pour la période actuelle (1950 à aujourd'hui).

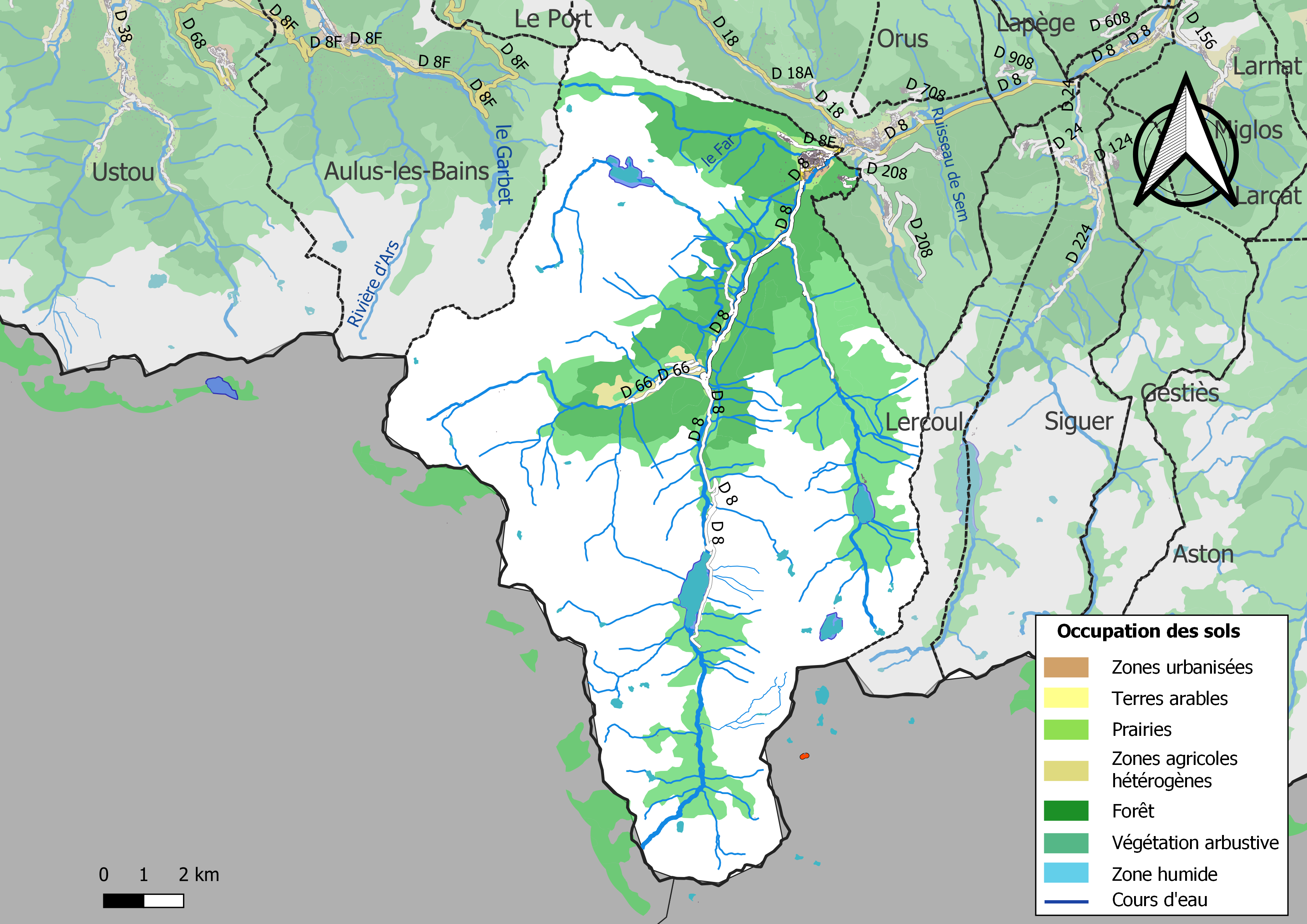
Carte des infrastructures et de l'occupation des sols de la commune en 2018 (CLC).

### Quartiers, hameaux, lieux-dits et écarts
Emperrot, l'Artigue, Marc, Saleix, Olbier, Artiès, Mounicou, Benasque, Balens, Cybelle, Ensem, les Escales, la Tuto, Hourré, Laoujou, Pradières, Ranet d'en Bas, Ranet d'en Haut, Remoul, Toutous d'en Bas, Toutous d'en Haut.
Isabelle Sandy, écrivaine native d'Ariège, décrit Marc en « hameau sauvage bercé par le bruit des torrents à l'ombre du Montcalm. »

### Habitat et logement
En 2018, le nombre total de logements dans la commune était de 719, alors qu'il était de 694 en 2013 et de 694 en 2008.
Parmi ces logements, 33,1 % étaient des résidences principales, 60,8 % des résidences secondaires et 6,1 % des logements vacants. Ces logements étaient pour 83,8 % d'entre eux des maisons individuelles et pour 13,8 % des appartements.
Le tableau ci-dessous présente la typologie des logements à Auzat en 2018 en comparaison avec celle de l'Ariège et de la France entière. Une caractéristique marquante du parc de logements est ainsi une proportion de résidences secondaires et logements occasionnels (60,8 %) supérieure à celle du département (24,6 %) et à celle de la France entière (9,7 %). Concernant le statut d'occupation de ces logements, 67,1 % des habitants de la commune sont propriétaires de leur logement (65,2 % en 2013), contre 66,3 % pour l'Ariège et 57,5 % pour la France entière.
| Typologie                                               | Auzat | Ariège | France entière |
| ------------------------------------------------------- | ----- | ------ | -------------- |
| Résidences principales (en %)                           | 33,1  | 65,7   | 82,1           |
| Résidences secondaires et logements occasionnels (en %) | 60,8  | 24,6   | 9,7            |
| Logements vacants (en %)                                | 6,1   | 9,7    | 8,2            |

### Risques majeurs
Le territoire de la commune d'Auzat est vulnérable à différents aléas naturels : inondations, climatiques (grand froid ou canicule), feux de forêts, mouvements de terrains, avalanche  et séisme (sismicité moyenne). Il est également exposé à un risque technologique, la rupture d'un barrage, et un risque particulier, le risque radon,.

#### Risques naturels

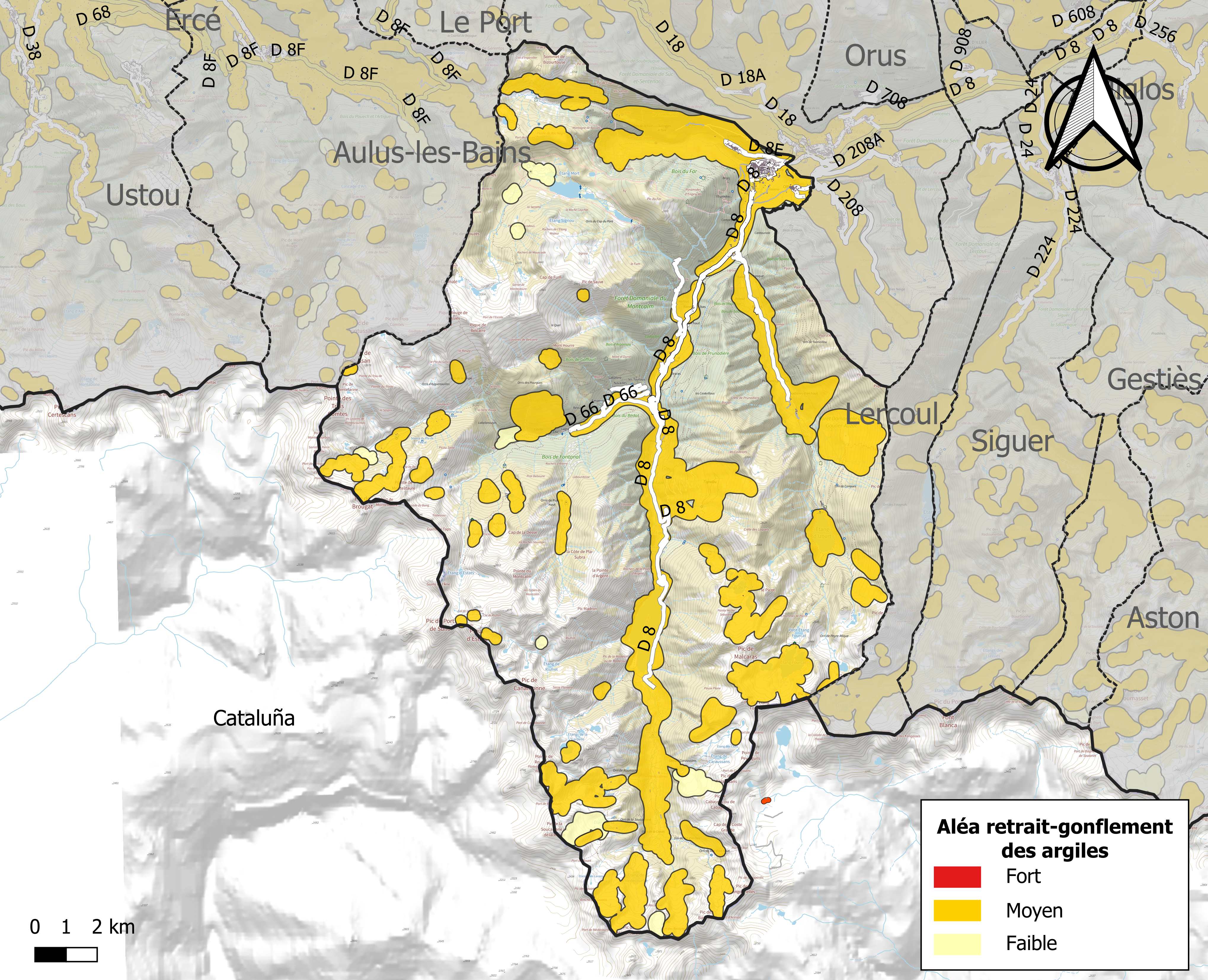
Zonage de l'aléa retrait-gonflement des argiles sur la commune d'Auzat.

Certaines parties du territoire communal sont susceptibles d’être affectées par le risque d’inondation par débordement, crue torrentielle d'un cours d'eau, ou ruissellement d'un versant.
Les mouvements de terrains susceptibles de se produire sur la commune sont soit des chutes de blocs, soit des glissements de terrains, soit des effondrements liés à des cavités souterraines, soit des mouvements liés au retrait-gonflement des argiles. Près de 50 % de la superficie du département est concernée par l'aléa retrait-gonflement des argiles, dont la commune d'Auzat. L'inventaire national des cavités souterraines permet par ailleurs de localiser celles situées sur la commune.
La commune est exposée au risque d'avalanche quelques sites menacés en situation exceptionnelle d’enneigement. Une avalanche ensevelit un randonneur à raquette en 2015 qui en décéda.

#### Risques technologiques
Dans le département de l’Ariège on dénombre cinq grands barrages susceptibles d’occasionner des dégâts en cas de rupture. La commune fait partie des 80 communes susceptibles d’être touchées par l’onde de submersion consécutive à la rupture d’un de ces barrages. Sur son territoire est en effet implanté le barrage de Soulcem, faisant l'objet d'un PPI.

#### Risque particulier
Dans plusieurs parties du territoire national, le radon, accumulé dans certains logements ou autres locaux, peut constituer une source significative d’exposition de la population aux rayonnements ionisants. Toutes les communes du département sont concernées par le risque radon à un niveau plus ou moins élevé. Selon la classification de 2018, la commune d'Auzat est classée en zone 3, à savoir zone à potentiel radon significatif.

## Histoire
- Onost : premier habitat groupé du Moyen Âge, avec église Saint-Vincent d'Onost mentionnée au XIe siècle
- Village castral d'Auzat, XIe siècle ou XIIe siècle, création de l'habitat groupé autour de la rue du Fort, rue du Rocher
- XIIe-XVe siècle : domination par Montréal-de-Sos, château des comtes de Foix
- 1907 : construction de l'usine de fabrication de lingots et de billettes d'aluminium, qui deviendra Pechiney en 1950
- 1908 : construction d'une centrale hydroélectrique permettant d'alimenter en électricité l'usine Pechiney
- 1911 : mise en circulation du Tramway de Tarascon-sur-Ariège à Auzat qui fermera en 1932
- 1939 : Catastrophe météorologique sur le chantier de l'étang d'Izourt provoquant la mort de 31 personnes[60]
- 1980-83 : Construction du barrage hydroélectrique de Soulcem.
- 1990 : implantation de la Société des eaux du Montcalm
- 2003 : fermeture de l'usine Pechiney
- 2007 : ouverture de la Maison des patrimoines
- 2011 : nouveau stade d'athlétisme inauguré, en présence du président de la FFA, Bernard Amsalem

## Politique et administration

### Découpage territorial
La commune d'Auzat est membre de la communauté de communes de la Haute Ariège, un établissement public de coopération intercommunale (EPCI) à fiscalité propre créé le 27 septembre 2016 dont le siège est à Luzenac. Ce dernier est par ailleurs membre d'autres groupements intercommunaux.
Sur le plan administratif, elle est rattachée à l'arrondissement de Foix, au département de l'Ariège, en tant que circonscription administrative de l'État, et à la région Occitanie.
Sur le plan électoral, elle dépend du canton du Sabarthès pour l'élection des conseillers départementaux, depuis le redécoupage cantonal de 2014 entré en vigueur en 2015, et de la première circonscription de l'Ariège  pour les élections législatives, depuis le redécoupage électoral de 1986.

### Liste des maires
| Période                                  | Période  | Identité              | Étiquette | Qualité                                   |
| ---------------------------------------- | -------- | --------------------- | --------- | ----------------------------------------- |
| Les données manquantes sont à compléter. |          |                       |           |                                           |
| 1867                                     | 1871     | Victorin Galy         |           | Conseiller général                        |
| Avant 1960                               | ?        | Alexandre Denjean     | PS        | Boulanger                                 |
| avant 1988                               | ?        | André Maury           | PS        | Retraité chef de quart EDF                |
| 1996                                     | 2014     | Bernard Piquemal      | PS        | Fonctionnaire collectivités territoriales |
| 2014                                     | 2020     | Jean-Pierre Ruffé     | DVG       | Fonctionnaire                             |
| 2020                                     | En cours | Abdelhamid El Yacoubi | PS        | Agent territorial                         |

### Jumelages
- Quero (Italie) en 2011

Depuis 2003, la vallée d’Auzat et du Vicdessos développe des liens particuliers avec l’Italie, en particulier avec la Vénétie et le Frioul-Vénétie Julienne, régions d’où étaient originaires les victimes de la catastrophe du barrage d’Izourt, situé sur la commune d’Auzat, qui avait entraîné la mort de 29 Italiens et 3 Français le 24 mars 1939. L’association Ricordate avec le soutien des élus, organise régulièrement des manifestations et commémorations permettant aux familles des victimes d’honorer leurs défunts et de mieux connaître les circonstances de cet accident.

## Démographie
| 1793  | 1800  | 1806  | 1821  | 1831  | 1836  | 1841  | 1846  | 1851  |
| ----- | ----- | ----- | ----- | ----- | ----- | ----- | ----- | ----- |
| 1 255 | 1 364 | 1 867 | 1 750 | 1 875 | 1 774 | 1 745 | 1 749 | 1 693 |

| 1856  | 1861  | 1866  | 1872  | 1876  | 1881  | 1886  | 1891  | 1896  |
| ----- | ----- | ----- | ----- | ----- | ----- | ----- | ----- | ----- |
| 1 643 | 1 615 | 1 519 | 1 435 | 1 330 | 1 154 | 1 261 | 1 273 | 1 064 |

| 1901  | 1906  | 1911  | 1921 | 1926  | 1931 | 1936 | 1946  | 1954  |
| ----- | ----- | ----- | ---- | ----- | ---- | ---- | ----- | ----- |
| 1 117 | 1 049 | 1 268 | 997  | 1 012 | 952  | 778  | 1 383 | 1 068 |

| 1962 | 1968 | 1975 | 1982 | 1990 | 1999 | 2006 | 2011 | 2016 |
| ---- | ---- | ---- | ---- | ---- | ---- | ---- | ---- | ---- |
| 970  | 949  | 798  | 847  | 760  | 666  | 593  | 573  | 498  |

| 2021 | 2022 | - | - | - | - | - | - | - |
| ---- | ---- | - | - | - | - | - | - | - |
| 531  | 562  | - | - | - | - | - | - | - |

## Économie

### Revenus
En 2018, la commune compte 228 ménages fiscaux, regroupant 437 personnes. La médiane du revenu disponible par unité de consommation est de 18 090 € (19 820 € dans le département).

### Emploi
| Division       | 2008   | 2013   | 2018   |
| -------------- | ------ | ------ | ------ |
| Commune        | 10,3 % | 6,4 %  | 12,1 % |
| Département    | 8,9 %  | 11,1 % | 11,2 % |
| France entière | 8,3 %  | 10 %   | 10 %   |

En 2018, la population âgée de 15 à 64 ans s'élève à 281 personnes, parmi lesquelles on compte 60,9 % d'actifs (48,9 % ayant un emploi et 12,1 % de chômeurs) et 39,1 % d'inactifs,. Depuis 2008, le taux de chômage communal (au sens du recensement) des 15-64 ans est supérieur à celui de la France et du département.
La commune est hors attraction des villes,. Elle compte 194 emplois en 2018, contre 210 en 2013 et 206 en 2008. Le nombre d'actifs ayant un emploi résidant dans la commune est de 142, soit un indicateur de concentration d'emploi de 136,9 % et un taux d'activité parmi les 15 ans ou plus de 40,9 %.
Sur ces 142 actifs de 15 ans ou plus ayant un emploi, 74 travaillent dans la commune, soit 53 % des habitants. Pour se rendre au travail, 74,6 % des habitants utilisent un véhicule personnel ou de fonction à quatre roues, 3,3 % les transports en commun, 16,7 % s'y rendent en deux-roues, à vélo ou à pied et 5,4 % n'ont pas besoin de transport (travail au domicile).

### Activités hors agriculture
52 établissements sont implantés  à Auzat au 31 décembre 2019. Le tableau ci-dessous en détaille le nombre par secteur d'activité et compare les ratios avec ceux du département,.
| Secteur d'activité                                                                                        | Commune | Commune | Département |
| Secteur d'activité                                                                                        | Nombre  | %       | %           |
| --- | ------- | ------- | ----------- |
| Ensemble                                                                                                  | 52      |         |             |
| Industrie manufacturière, industries extractives et autres                                                | 11      | 21,2 %  | (12,9 %)    |
| Construction                                                                                              | 7       | 13,5 %  | (14,2 %)    |
| Commerce de gros et de détail, transports, hébergement et restauration                                    | 15      | 28,8 %  | (27,5 %)    |
| Information et communication                                                                              | 3       | 5,8 %   | (1,8 %)     |
| Activités spécialisées, scientifiques et techniques et activités de services administratifs et de soutien | 8       | 15,4 %  | (13,2 %)    |
| Administration publique, enseignement, santé humaine et action sociale                                    | 6       | 11,5 %  | (14,4 %)    |
| Autres activités de services                                                                              | 2       | 3,8 %   | (8,8 %)     |

Le secteur du commerce de gros et de détail, des transports, de l'hébergement et de la restauration est prépondérant sur la commune puisqu'il représente 28,8 % du nombre total d'établissements de la commune (15 sur les 52 entreprises implantées  à Auzat), contre 27,5 % au niveau départemental.
Les deux entreprises ayant leur siège social sur le territoire communal qui génèrent le plus de chiffre d'affaires en 2020 sont : 
- Adr Solutions, conseil en systèmes et logiciels informatiques (600 k€) ;
- Entretien Espace Nature, services d'aménagement paysager (73 k€).

Captée à 1 100 m d'altitude, Montcalm, eau minérale naturelle des Pyrénées ariégeoise est mise en bouteilles à la source.

La production hydroélectrique est importante sur la commune notamment avec les barrages d'Izourt, de Soulcem, avec la centrale hydroélectrique de Pradières et la centrale de Bassiès.
Créée en 2018, « Pyrène » est une unité de production artisanale de limonade et ice tea avec des ingrédients biologiques et de l'eau de montagne.

### Agriculture
La commune fait partie de la petite région agricole dénommée « Région pyrénéenne ». En 2010, l'orientation technico-économique de l'agriculture  sur la commune est l'élevage d'ovins et de caprins.
|                                   | 1988 | 2000 | 2010 |
| --------------------------------- | ---- | ---- | ---- |
| Exploitations                     | 16   | 11   | 17   |
| Superficie agricole utilisée (ha) | 232  | 488  | 414  |

Le nombre d'exploitations agricoles en activité et ayant leur siège dans la commune est passé de 16 lors du recensement agricole de 1988 à 11 en 2000 puis à 17 en 2010, soit une augmentation de 1,06 % en 22 ans. Le même mouvement est observé à l'échelle du département qui a perdu pendant cette période 48 % de ses exploitations. La surface agricole utilisée sur la commune a quant à elle augmenté, passant de 232 ha en 1988 à 414 ha en 2010. Parallèlement la surface agricole utilisée moyenne par exploitation a augmenté, passant de 15 à 24 ha.

## Randonnée
Auzat est la commune avec sans doute le plus grand domaine de haute montagne de l'Ariège. Pour preuve, sillonnée par le GR10 et la Haute randonnée pyrénéenne, elle ne compte pas moins de trois refuges gardés :
- le refuge des étangs de Bassiès, à 1 650 m d'altitude au milieu du cirque de Bassiès, service restauration, 50 places, du 1er juin au 30 septembre
- le refuge du Pinet, à 2 242 m, au pied des 3 000 m ariégeois, au cœur du massif du Montcalm, au bord de l'étang du Pinet, 57 places, du 1er juin au 30 septembre avec réservation possible pour octobre
- le Refuge de l'Étang Fourcat, à 2 445 m, le plus haut refuge ariégeois sur la Haute randonnée pyrénéenne, une variante du GR10 et le tour transfrontalier du Montcalm, 37 places, ouvert du 1er juillet au 15 septembre.
- Les principaux cols pédestres transfrontaliers sur la commune sont le port de Rat (vers Ordino-Arcalis), le port de Bouet (vers Alins) et le port de l'Artigue (vers Lladorre)
- Les lacs du Vicdessos

GR 10 au Parc naturel régional des Pyrénées ariégeoises
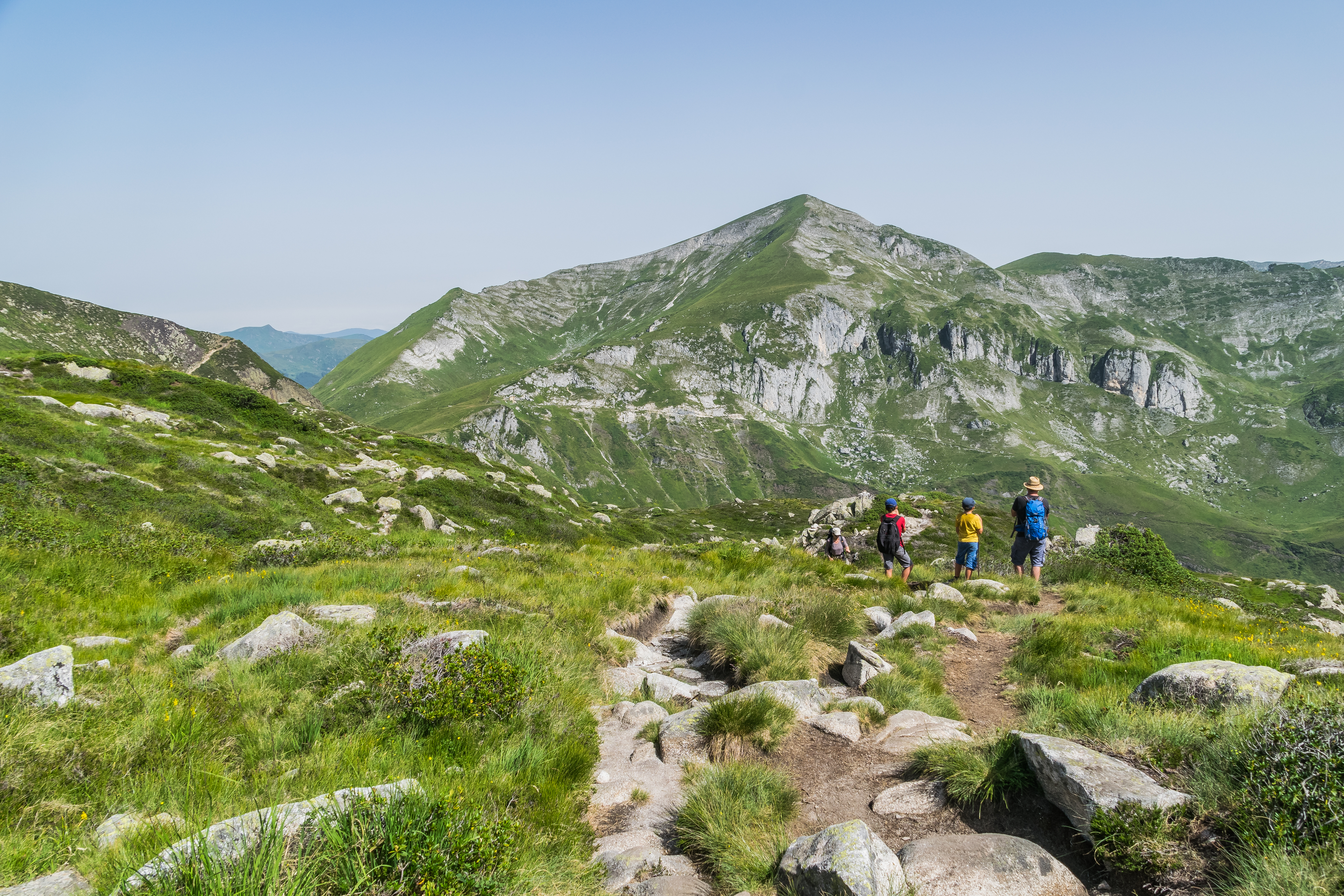
Parc naturel régional des Pyrénées ariégeoises, commune de Auzat
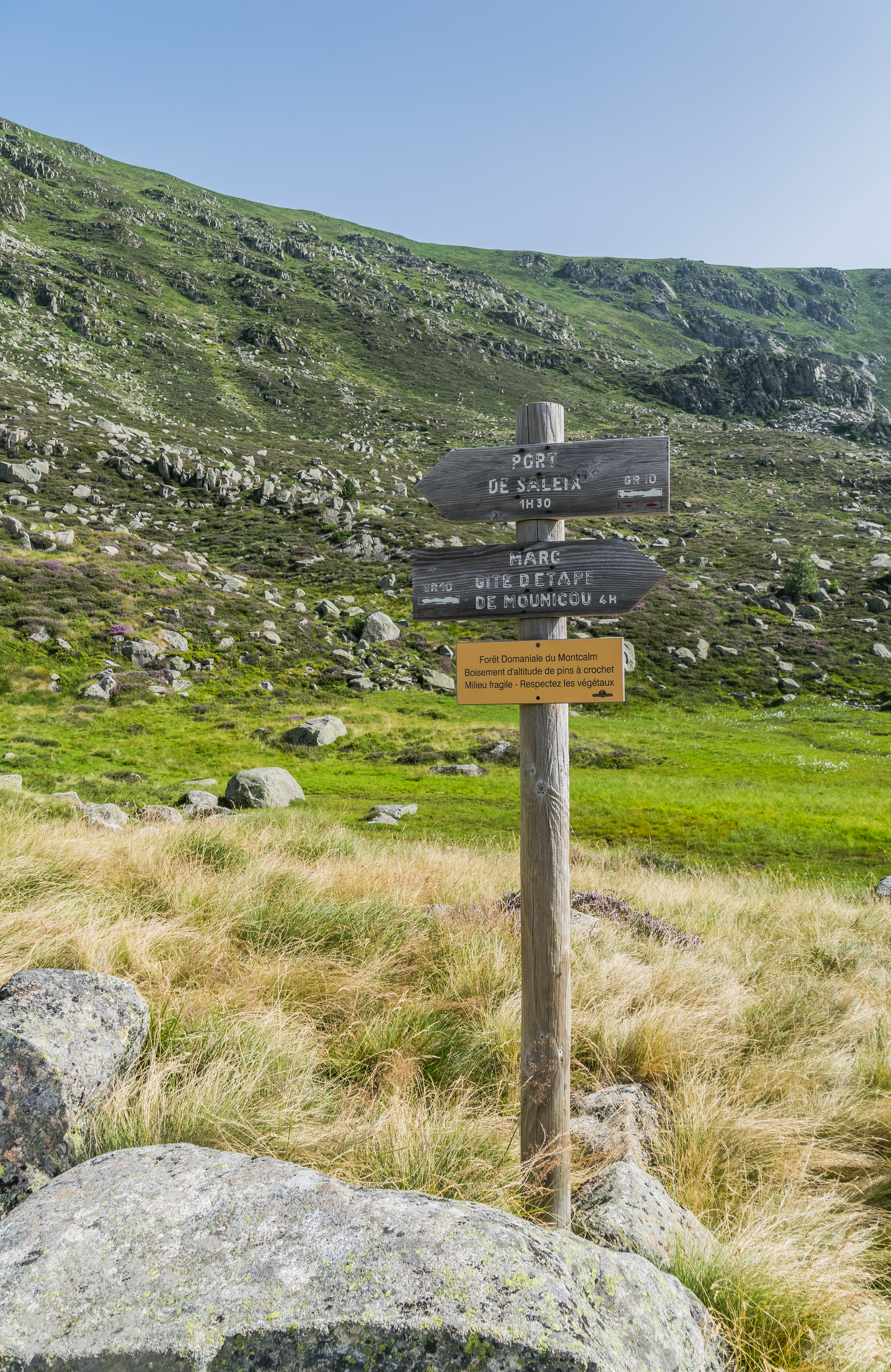
Panneau de directions
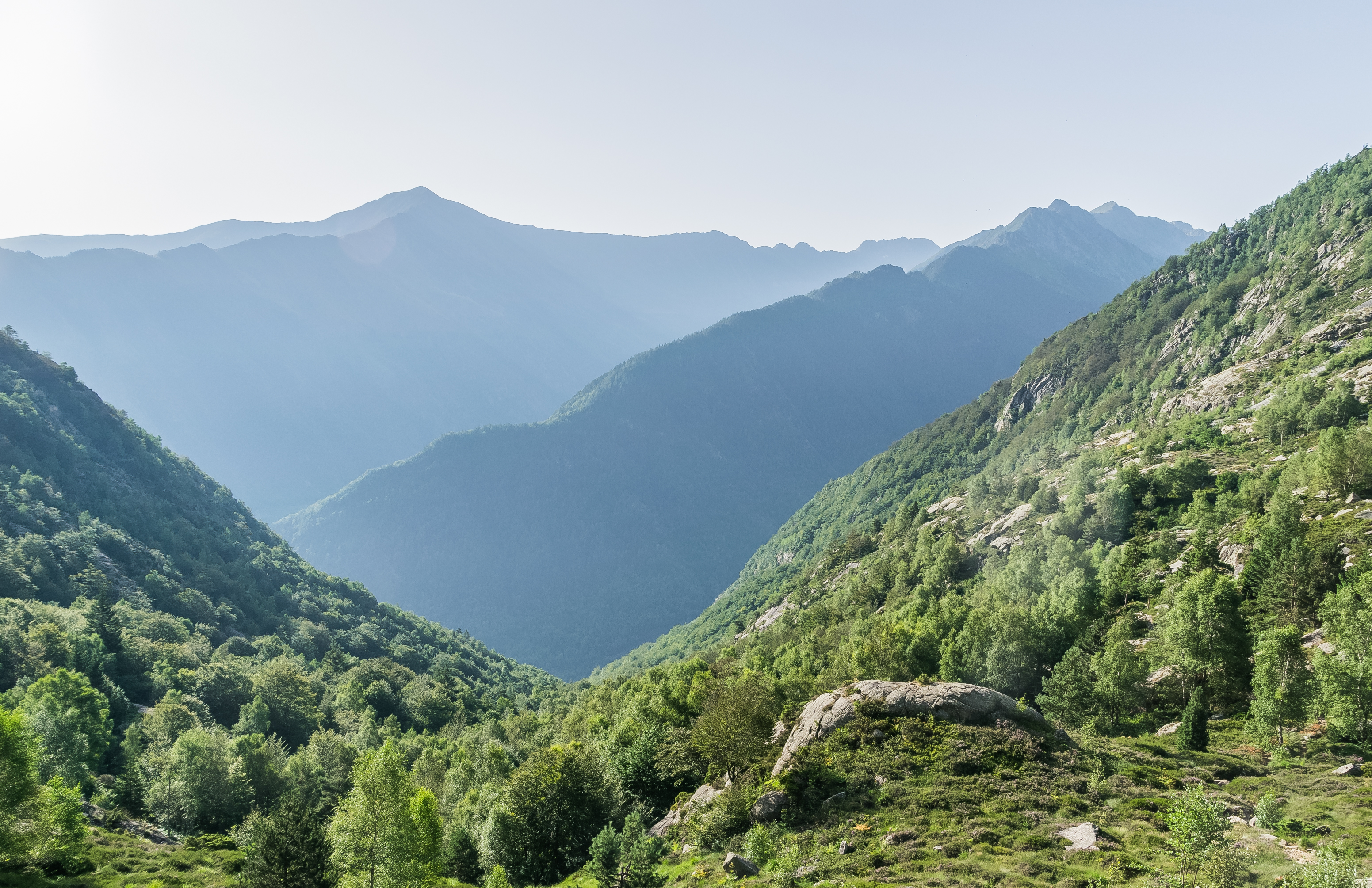
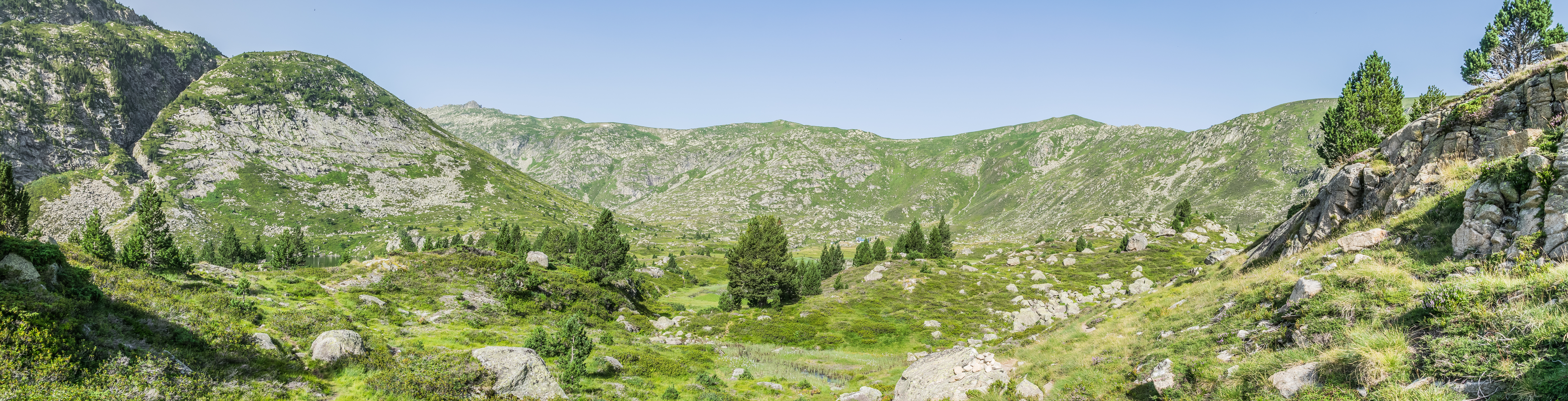
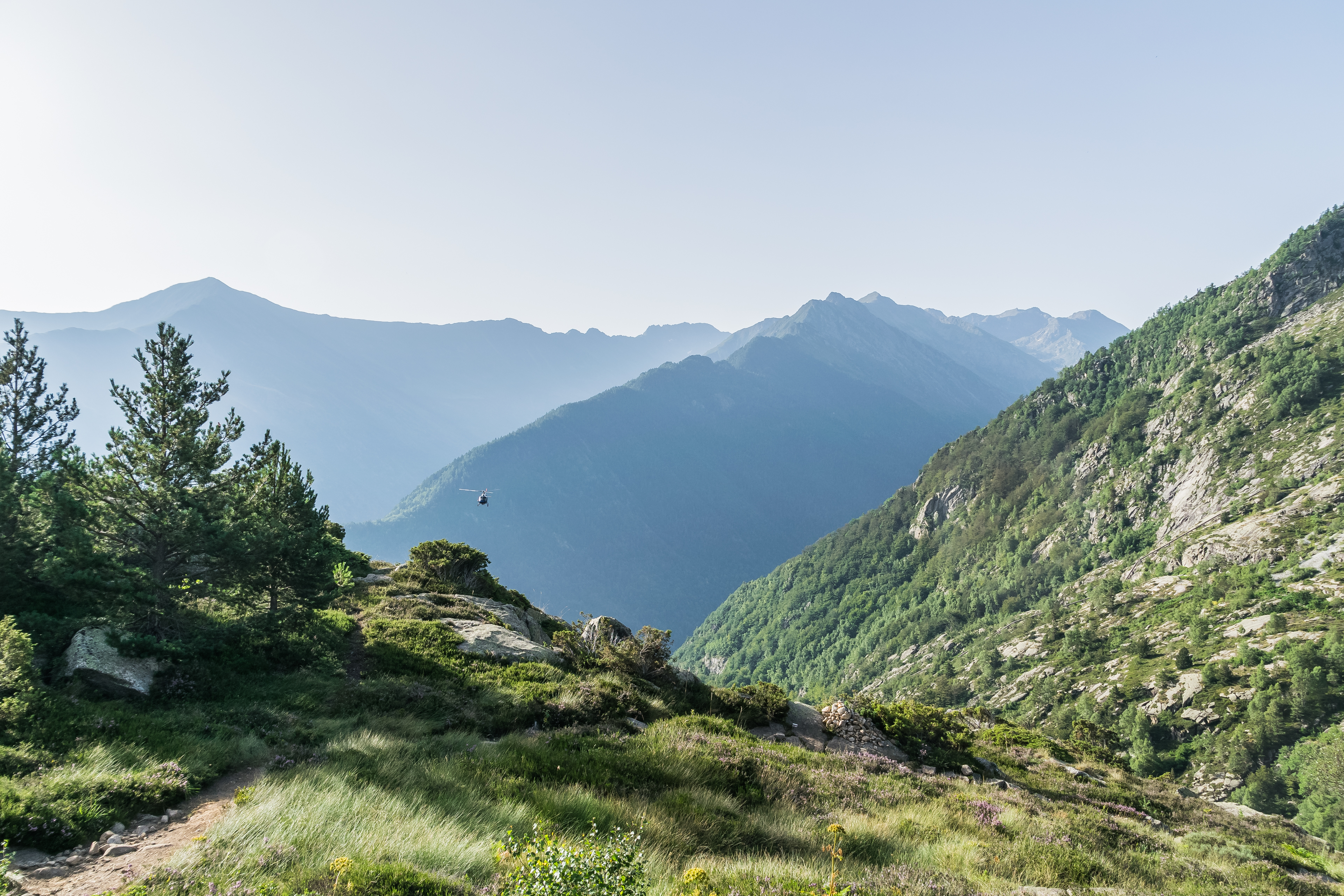

## Vie locale

### Équipements
- À l'emplacement de l'usine d'aluminium a été construit un complexe sportif avec notamment une salle d'escalade (3 500 prises), un city stade, des courts de tennis et des terrains de foot-rugby[73].

## Culture locale et patrimoine

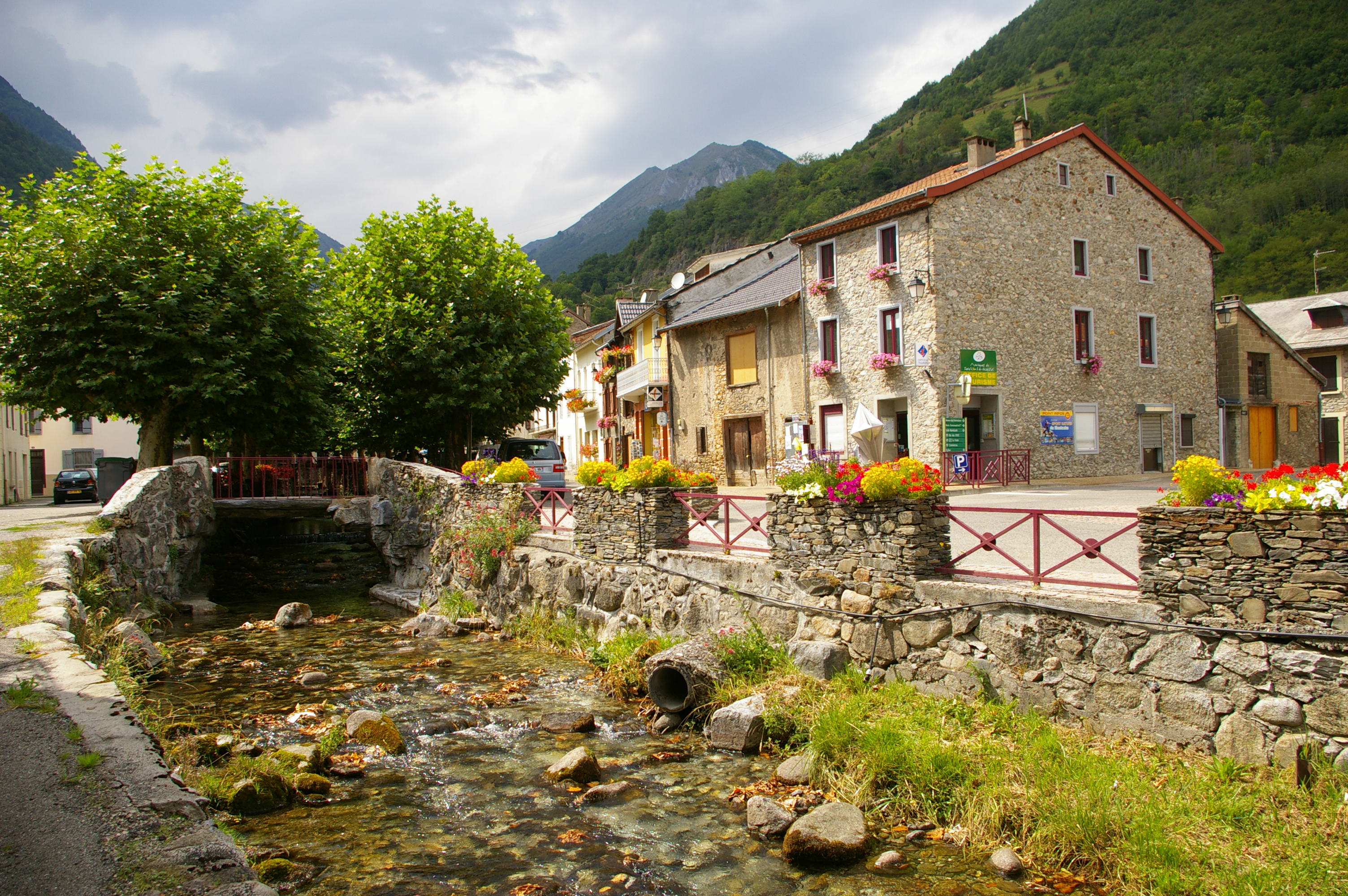
Le Ruisseau de Saleix, longé par la Rue des Pyrénées et traversant la ville, avec ses berges aménagées et fleuries, peu avant de se jeter dans la rivière du Vicdessos dont il est tributaire. Le premier bâtiment au centre (droit) de la photo héberge l'office du tourisme.

### Lieux et monuments
- Vaste et avec plusieurs villages, la commune compte deux chapelles et trois églises.
- Église Sainte-Anne d'Auzat.
- Église Saint-Jacques de Saleix.
- Église Saint-Pierre-Saint-Paul d'Olbier.
- Chapelle Saint-Antoine du Montcalm de Marc.
- Chapelle Saint-Vincent d'Onost d'Auzat.
- Le château de Montréal-de-Sos est situé sur un escarpement rocheux dominant le hameau d'Olbier.
- Le Barri, maison des patrimoines : expositions sur la haute montagne, les mines, l'hydroélectricité et les fouilles archéologiques.
- La ferme des lamas à Saleix avec visite et location pour randonner.

### Personnalités liées à la commune
- Jean Sérafin, footballeur
- Aimé Molinié, sénateur
- Marcel Barrère-Cassagnet, né à Auzat le 11 mai 1907, résistant mort en déportation à Buchenwald le 20 mai 1945, décoré à titre posthume : Légion d'honneur, Croix de guerre 1939-1945, Médaille de la Résistance, Freedom United States of América. Arrêté sur dénonciation, en même temps que sa mère docteur en médecine à Vicdessos, chevalier de l'Ordre de la Santé Publique. Conseiller général S.F. I.O. du canton de Vicdessos de 1937-1940.
- Léopold Gasc, né à Auzat en 1908, mort à Pamiers en 1998. Général de brigade. Officier de la Légion d'honneur et commandeur de l'ordre du Mérite. Officier de char puis officier de chasseur.
- Didier Raboutou, grimpeur, champion du monde d'escalade à Bardonnèche (Italie) en 1985 (lié à la commune par ses grands parents paternels).
- Marc Andrieu, international A de rugby à 15, 3/4 centre de l'AS Béziers (lié à la commune par ses grands parents maternels).
- Laurence Marandola, agricultrice sur la commune depuis 2006, elle est devenue porte-parole de la Confédération paysanne en 2023.
- Jean François Bertrand, capitaine du 80e régiment d'infanterie, mort au combat le 2 novembre 1914 à Saint-Éloi (Belgique), né à Vicdessos le 1879, fils de Jean Emile Bertrand Coupette, négociant né à Auzat.

## Pour approfondir